# Luz (periódico)
Luz fue un periódico español editado en Madrid, que surgió como sucesor del diario Crisol. Su primer ejemplar se publicó el 7 de enero de 1932. En sus inicios estuvo relacionado con la figura de Ortega y Gasset y la Agrupación al Servicio de la República, además del republicanismo liberal. El proyecto fue un fracaso económico, siendo superado por La Voz y El Sol. Su fundador fue Nicolás María de Urgoiti y en primer término fue dirigido por el periodista Félix Lorenzo. Sin embargo más tarde sería adquirido por el marino y empresario catalán Luis Miquel, que haría orbitar el periódico hacia el azañismo, colocando a Luis Bello como director. Terminó por desaparecer en septiembre de 1934, siendo su heredero el periódico Diario de Madrid.
Entre sus colaboradores contó con Corpus Barga, quien fue, además, director de la publicación después de la dimisión de Bello, y colaborador habitual del Crisol y del Diario de Madrid.

## Ideología política
Luz es un diario de clara ideología republicana que apoya principalmente al partido Acción Republicana (AC). Dedica gran parte de sus piezas de carácter político a defender la estabilidad gubernamental del gobierno de Manuel Azaña. Luz defiende con fervor la necesidad de perfilar un nuevo estado de carácter laico, progresista, autonomista, reformista –en el Ejército y en la agricultura- y alejado de las prácticas caciques y anticuadas de la Monarquía y la Dictadura. 
Con frecuencia, Luz se limita a hablar del líder Manuel Azaña como un político con gran capacidad para gobernar, aunque también se critica su poca tolerancia con el adversario. No es extraño que Azaña tenga más notoriedad que Acción Republicana en el diario Luz pues, en la práctica, el partido no fue más que un mero grupo de intelectuales partidarios de su líder. En las páginas del diario abundan las piezas sobre los discursos de Azaña. La mayoría de ellos hacen hincapié en necesidad de que el republicanismo esté unido. El PSOE también cuenta con la simpatía del diario Luz, en gran parte por la coalición republicano–socialista que hizo con el gobierno de Azaña. El diario también le otorga importancia en la época en que la CEDA y el Partido Republicano Radical gobiernan, por su voluntad democrática y de izquierdas. A modo ilustrativo, cabe mencionar que Luz se muestra a favor de la minoría socialista del Parlamento. Por su parte, el Partido Republicano Radical (PRR) es objeto de críticas en el diario. Alejandro Lerroux, su fundador, recibe numerosos ataques por parte de Luz, que cuestiona las ofensivas constantes hacia el gobierno de Azaña.
El gobierno de Acción Republicana tuvo que hacer frente también a la oposición de los partidos monárquicos. Por ello, Luz no escatima en críticas a los opositores del régimen y noticias sobre sus fracturas y sus crisis. Uno de los partidos más retratados es Acción Popular. Sin embargo, cabe destacar que el político popular que recibe mayor cantidad de críticas es José María Gil Robles, uno de los principales dirigentes.
La idea que promulga Luz es la capacidad técnica, intelectual y progresista que profesan los partidarios republicanos, en contraposición al inmovilismo e incapacidad de los monárquicos. El discurso antirrepublicano carece de atención para el pueblo español, que lo oye «entre la merecida y general indiferencia». Luz asegura que a los opositores «les falta preparación técnica, conocimiento de la realidad nacional e impulso bastante para desarrollar una seria labor de oposición, y para sustituir esas armas lanzan por el camino de la invención, falsean los hechos y se entregan a la crítica irresponsable».

## En defensa de Azaña y el rechazo a Primo de Rivera
Luz secunda la mayoría de medidas adoptadas por el Gobierno de Azaña. Un ejemplo ilustrativo es el apoyo del diario a las decisiones tomadas a partir de la Gran Depresión, crisis económica que se extiende a lo largo de la década de 1930. Se originó en Estados Unidos y se transmitió prácticamente a todas las economías del mundo. En España, la tasa de crecimiento medio anual del PIB en el periodo 1929-1935 fue de –0,02 y el PIB registró su valor más bajo en 1931. Ante esta crisis, el diario defiende la actuación del Gobierno. Asegura, por ejemplo, que ha conseguido evitar la caída de los bancos españoles.
En esta defensa del Gobierno republicano se encuentra, también, la crítica y las hostilidades en contra del régimen dictatorial de Miguel Primo de Rivera. El diario mantiene constantes ataques contra la gestión social, política y económica realizada en el pasado. También menosprecia el papel actual de los adeptos a la dictadura, que se encuentran desfasados de la actual vida política y de la realidad social. El debate sobre la libertad de prensa es un caso ilustre del desfase que viven. La celebración de tantos debates en el Congreso para debatir los límites de la libertad de prensa demuestra, según Luz, que intentar implantar de nuevo el concepto de libertad de prensa de la Dictadura es pecar de eficiencia política. «Su proposición queda en el último plano de interés de la política nacional. (…) Es un debate (…) desinteresante para el país», afirma tajantemente el diario.
También existen críticas en contra las fuerzas revolucionarias que intentan derrumbar el Estado. En gran parte de sus editoriales el diario intenta “descubrir” a la extrema derecha que falsea la realidad para desacreditar la correcta gestión del Gobierno. Siguiendo con esta línea, merece especial atención el intento de golpe de Estado de carácter monárquico acaecido el 9 de agosto de 1932. Luz llevó a cabo una amplia cobertura de los acontecimientos y, desde la primera pieza referida al movimiento militar, se muestra completamente opuesto al golpe y cree que su fracaso se debe a la gran adhesión de los españoles hacia la República.

## El auge y la caída del republicanismo: la desolación deLuz
La adhesión ideológica del pueblo español al republicanismo es un tema recurrente en el diario. Después del intento de golpe de Estado del 1932, Luz potencia el carácter republicano de España. Así, Luz dibuja, a partir de agosto de 1932, un pueblo español indignado ante los ataques que recibe la República y comprometido con ella. El fervor popular republicano puede observarse, también, en el discurso positivista con el que el diario cubre la celebración de las fiestas del Estado.
Pero, a pesar de su clara tendencia republicana, sí que existe la autocrítica a esta ideología en el diario. Las principales críticas en los inicios de Luz se refieren a la imitación, por parte de la República, de los comportamientos de la Dictadura, especialmente por la excesiva opresión y las políticas abusivas. Merece una especial mención «Antimonarquía y república», un famoso artículo de Ortega y Gasset. La pieza asegura que la España de 1931 todavía no consigue ser una nación republicana. Aunque sí existe un sentimiento antimonárquico, esta ideología política se ampara en el republicanismo porque es la única forma con la que puede oponerse a la monarquía.
El discurso autocrítico empeora en las últimas publicaciones del diario, datadas en septiembre de 1934. Luz muestra muchas dudas de si ha valido la pena luchar para convertir España en una tan deseada República, teniendo en cuenta los malos resultados que se están dando. Tampoco duda en tratar duramente al Gobierno del Partido Republicano Radical presidido por Ricardo Samper.

## La defensa de una España multicultural. El caso del Estatut
Luz se muestra totalmente favorable a la instauración de un sistema de regiones de autonomías dentro del Estado y confía en la viabilidad de un país pluricultural. Luz también reconoce la necesidad de aprobar el Estatut para poder defender la cultura y la lengua catalanas. Incluso asegura que el reconocimiento que supone para el pueblo catalán este Estatut favorece, también, a la unidad del sentimiento patriótico español. Sin embargo, no muestra un apoyo tan claro sobre la necesidad de redactar, lo más pronto posible, los estatutos de otras autonomías.
La redacción del Estatuto catalán es, bajo el punto de vista de Luz, inmejorable: es clara y sobria. Han sido reguladas con acierto tanto la relación del ciudadano frente al poder local como las relaciones de este con el Estado. Sin embargo, Luz se muestra totalmente contrario a que la Generalitat pudiera ser considerada una personalidad internacional y tuviera capacidad para concertar tratados, una posibilidad recogida en el artículo 29. Cree que esta consideración es algo absurdo que no se reconoce ni en las federaciones. Las publicaciones del diario abogan por poner fin al conflicto catalán porque sus consecuencias son nocivas para la estabilidad política. Por ello, Luz no duda en criticar los discursos que imposibilitan la resolución del conflicto, como el pronunciado por Miguel Maura el 11 de enero de 1932, que enciende «el apasionamiento catalán y anticatalán». El diario no comprende ni apoya ningún tipo de discurso anticatalán. Por ello, las fuerzas de derechas que están en contra del estatuto reciben una gran cantidad de críticas.
Para el diario, las complicaciones a la hora de sacar adelante el Estatuto responden a la pésima gestión de la Monarquía. «Sería cosa de recordar —si no fuera bien conocida— la historia de las vicisitudes sufridas por el problema catalán desde su primer planteamiento en unas remotas Cortes monárquicas. Desde aquella fecha se redactaron a granel proyectos (…) que terminaron todos en un fracaso absoluto, y peor aún, que agravaron la cuestión hasta llegar a parecer irresoluble», asegura Luz.

## «Por un Madrid menos feo»
En enero de 1934, bajo la dirección de Corpus Barga, el periódico lanzó una campaña de concienciación ante lo que consideraba un deterioro de la ciudad. La encuesta correspondiente tuvo gran repercusión y contó con la participación de destacadas figuras de las letras y artes de España, como Valle-Inclán o Pío Baroja.
Entre los ejemplos señalados por el periódico se incluía el monumento a los hermanos Álvarez Quintero en el parque del Retiro, monumento que fue calificado por el periódico como una «birria» (su oposición al monumento no tuvo el resultado esperado, ya que finalmente este fue colocado). Asimismo, afirmaba que «... La modernización de Madrid ha dado como producto esa horrible avenida de mala exposición universal que quiere ser la Gran Vía; ha destrozado la calle de Alcalá... hasta tal punto que el Banco de España,... resulta hoy,... el edificio más bello...».